# لاک-او-سبل، کبک
لاک-اُ-سَبل (به فرانسوی: Lac-aux-Sables) قصبه‌ای در منطقه شهری مکیناک ناحیه موریسی در استان کبک کانادا است. در سرشماری سال ۲۰۱۱ این قصبه ۱٬۳۸۹ نفر جمعیت داشته‌است و مساحت آن ۲۸۵٫۴۵ کیلومتر مربع است.